# Воронівка (Прилуцький район)
Вороні́вка — село в Україні, у Прилуцькому районі Чернігівської області. Входить до складу Ічнянської міської об'єднаної територіальної громади. Населення становить 82 осіб.

## Географія
Село  Воронівка  знаходиться і північно-західній частині району, на лівому березі річки Іченька, вище за течією на відстані 3 км розташоване село Хаєнки, нижче за течією на відстані 2 км розташоване село Лучківка, на протилежному березі - село Киколи. По селу протікає струмок що пересихає з загатою. До села примикає великий лісовий масив.
Відстань від Чернігова — близько 150 км, від Ічні — 9 км. Найближча залізнична станція —  Августівка на лінії Бахмач — Прилуки Полтавської дирекції залізничних перевезень – за 6 км.

## Історія
Поблизу села виявлено залишки давньоруського городища IX-XIII століття. За народними переказами у ХІІ столітті на місці села знаходилася фортеця Вороньок. В першій половині XIII століття поселення по річках Сула та Удай, як і по всій Лівобережній Україні, були зруйновані монголо-татарами.
Село засноване на початку XVII століття. Вперше згадується в переписі Малоросії  1666 р..
Колись Воронівку оточував земляний вал із частоколом з дубових паль, на валу було кілька брам. Залишки валу збереглися до цього часу.
Спочатку Воронівка була вільним козацьким селом, яке з 1648 р. входило до складу Монастирищенської сотні Прилуцького полку (нині село Монастирище Ічнянського району). В середині XVIII століття село ввійшло до складу Ічнянської сотні Прилуцького полку.
Гетьман Іван Скоропадський (1646-1722) надав Воронівку охочекомонному полковнику Федяю, була це феодальна залежність, яка поширювалася на посполитих (підсусідків та вільних селян). Після його смерті в 1717 р. селом володів журавський сотник Михайло Ягельницький, село йому належало і під час перебування на посаді полкового судді (1728-1741). Пізніше Воронівка перейшла до сина судді, Івана Михайловича Ягельницького, який у чині бунчукового товариша володів нею до 1779 р. У 1752 р. гетьман Кирило Розумовський віддав полковнику Прилуцькому Івану Григоровичу Галагану містечко Ічню з прилеглими землями. До його володінь увійшла і частина земель Воронівки.
У 1740 р. у Воронівці було 12 хат селян, 2 хати козаків і 4 хати козачих підсусідків. У 1780 р. – 11 дворів (15 хат) селян «різних володінь», 5 дворів (8 хат) козаків.  У 1797 р. в селі налічувалось 107 душ чоловічої статі податкового населення.
Селище було приписане до парафії  церкви Іоанна Богослова села Хаєнок.
Після ліквідації Гетьманщини (1782) село входило до складу Чернігівського намісництва, а потім до Малоросійської губернії, Переяславського повіту. Царським указом від 27 лютого 1802 року Малоросійська губернія була поділена на дві – Полтавську і Чернігівську. Воронівка ввійшла до складу Прилуцького повіту Полтавської губернії.
Є на мапі 1787 року.
Указом від 3 травня 1783 р. імператриця Катерина II зробила посполитих Воронівки кріпаками. На початку ХІХ століття 6 кріпаків у Воронівці мав статський радник, маршал Чернігівського дворянства (1808-1815) Микола Стороженко , потомок Григорія Стороженка,  ічнянського сотника.  У 1829 р. надвірний радник Андрій Іванович Маркевич мав на селі 14 дворів кріпаків, чоловічої статі – 59 і жіночої – 62. Його син, відставний поручик Микола Маркевич в 1837 р. мав у Воронівці 10 дворів та 40 кріпаків чоловічої і 60 – жіночої статі. Дворяни Тишкевичі мали в селі 1 двір та 2 кріпаків чоловічої і 2 – жіночої статі. Садиб поміщиків у селі не було.
В 1840 р. у Воронівці був 1 двір військових, 17 дворів козаків, 11 дворів кріпаків, 256 жителів. В 1859 р. у селі було 32 двори де жило 294 особи (150 чоловічої та 144 жиночої статі).
Після скасування у 1861 р. кріпосного права селяни-власники Воронівки утворили Галаганівську сільську громаду, яка ввійшла до складу Вільшанської волості. Козаки села підлягали Вільшанському волосному правлінню відомства Палати державного майна. У 1886 р. в селі було 27 дворів селян-власників, 51 двір козаків, 4 двори міщан та ін., 85 хат, 428 жителів. У 1910 р. налічувалось 114 господарств, з них козаків – 72, селян – 40, ін. непривілейованих – 2. В селі було  626 жителів, у тому числі 15 теслярів, 1 кравець, 1 швець, 20 ткачів, 41 поденник, 2 займалися інтелігентними та 57 – іншими неземлеробськими заняттями, все інше доросле населення займалося землеробством на 725 десятинах придатної землі. З кінця ХІХ століття в селі діяла народна школа для хлопчиків, у якій навчалося 40 учнів.
Після жовтневого перевороту село знаходилося під владою Центральної Ради Української Народної Республіки (до кінця квітня 1918 р.), Гетьманату Української Держави Павла Скоропадського (до листопада 1918 р.) і Директорії УНР (до січня 1919 р.). В лютому 1919 р. Чернігівщину захопили більшовики, які у кінці серпня 1919 р. відступили під натиском Добровольчої армії генерала Антона Денікіна.
Більшовики повернулися в грудні 1919 р., влада в Прилуцькому повіті перейшла до більшовицького ревкому, почалися розстріли без суду, грабунок селян – відбиралася земля, хліб, коні. На повіт була накладена продрозкладка: 1 млн. пудів хліба, велика кількість голів рогатої худоби, свиней. Все це вивозилося до Росії. Все разом взяте призвело до активізації повстанського руху проти радянської влади. Згідно наявних документів у числі восьми сіл та хуторів Прилуцького повіту, де був поширений повстанський рух, названо і село Воронівка. Вжиті більшовиками широкомасштабні каральні заходи і терор призвели до поступового згасання повстанського руху.
У 1923 р. була проведена територіальна реформа, за якою Воронівка ввійшла до Малодівицького району Прилуцької округи, і була підпорядкована Хаєнківській сільраді. У 1925 р. у Воронівці було 148 дворів, 691 житель, а в 1930 р. – 143 двори, 643 жителі. На основі церковнопарафіяльної школи була організована чотирирічна початкова школа.
Під час колективізації 1929-1931 рр. у Воронівці був створена сільськогосподарська артіль ім. О.М. Горького.
У листопаді 1936 р. відбулася чергова територіальна реорганізація, село Воронівку передали зі складу Малодівицького до Ічнянського району Чернігівської області.
Під час Другої світової війни в результаті мобілізації літа 1941 р. на фронт пішла більша частина чоловіків села. З вересня 1941 р. по вересень 1943 р.  село знаходилося під німецькою окупацією. В селі була створена сільська община, у якій організація праці була подібна до колгоспної. Селяни вирощували жито та просо, отримуючи трудодні, які оплачувалися після обмолоту врожаю. Для молоді села справжньою бідою стали примусові набори на роботи до Німеччини. Селяни підтримували партизанів із загону Є.Х. Соколовського, які по ночах з’являлися в селі.
Після реокупації у Воронівці було створене відділення колгоспу ім. М.Шевченка села Хаєнки, спеціалізувалися на вирощуванні свиней, птиці та зернових культур. Піл час Перебудови на основі колгоспу було створене акціонерне товариство “Світанок”.
Населення села поступово зменшується: за даними на 2013 р. в селі мешкало 105 жителів.
До 2017 року орган місцевого самоврядування — Хаєнківська сільська рада. Із 23.02.2017 р. село входить до складу Ічнянської міської об'єднаної територіальної громади. 17.07 2020 р. Ічнянський район був ліквідований , село ввійшло до складу Прилуцького району.